# Pfunds
Pfunds (rm. Fuond) – gmina w Austrii, w kraju związkowym Tyrol, w powiecie Landeck. Według Austriackiego Urzędu Statystycznego liczyła 2545 mieszkańców (1 stycznia 2015).